# NGC 1535
NGC 1535 је планетарна маглина у сазвежђу Еридан која се налази на NGC листи објеката дубоког неба.
Деклинација објекта је - 12° 44' 20" а ректасцензија 4h 14m 15,8s. Привидна величина (магнитуда) објекта NGC 1535 износи 9,6 а фотографска магнитуда 9,6. NGC 1535 је још познат и под ознакама PK 206-40.1, CS=12.2.